# Alejandro Falla

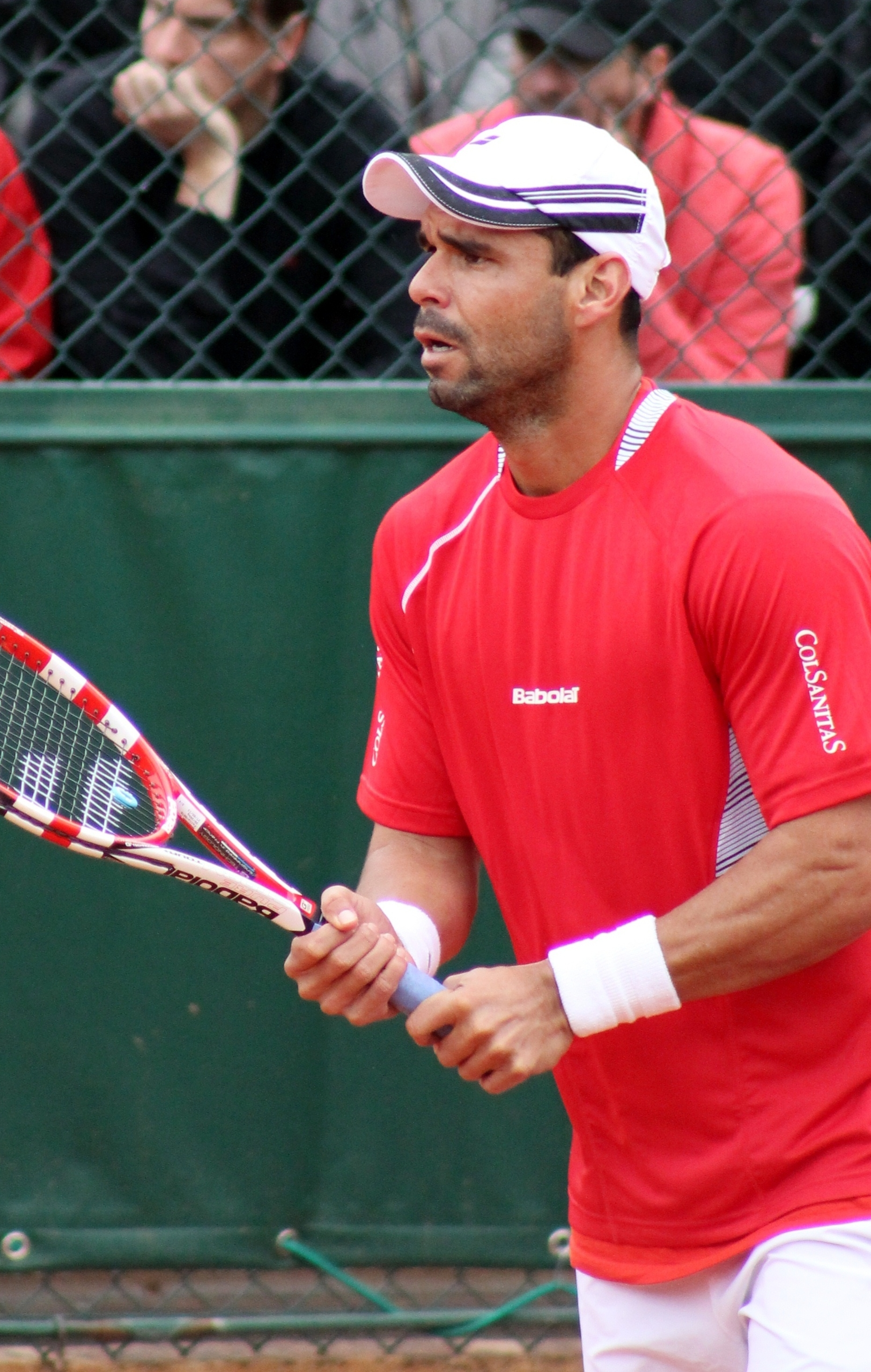
Alejandro Falla 2013

Alejandro Falla Ramírez (Cali, Colòmbia, 14 de novembre de 1983) és un tennista professional colombià retirat.
Va destacar en categoria júnior arribant a guanyar el Roland Garros l'any 2001 en dobles masculins en aquesta categoria. En el circuit professional no va arribar a guanyar cap títol malgrat que va ser finalista tan individualment com en dobles masculins en tres ocasions en total. El seu millor rànquing fou el 48è lloc individualment (2012) i el 130è en dobles (2009). Va formar part de l'equip colombià de Copa Davis en diverses ocasions, i posteriorment també en fou el capità.
Va esdevenir professional l'any 2000, és esquerrà, pesa 76 kg i mesura 185 cm. Al torneig de Wimbledon del 2006, Falla li causà problemes al novè en la classificació Nikolai Davidenko i al Sony Ericsson Open de 2009 va derrotar el novè en la classificació Tommy Haas en uns sets seguits.

## Biografia
Fill d'Elsa i Jorge Falla, té un germà i una germana anomenats Sebastian i Kelly. Va començar a jugar a tennis amb sis anys a les ordres del seu pare perquè era entrenador de tennis al Club Campestre de Popayán.
Es va casar amb Carolina Zuluaga i es van establir a Medellín. El matrimoni va tenir dos fills anomenat Jerónimo i Matías.

## Palmarès

### Individual: 2 (0−2)
| Llegenda                          |
| --------------------------------- |
| Grand Slams (0−0)                 |
| ATP Finals (0−0)                  |
| ATP World Tour Masters 1000 (0−0) |
| ATP World Tour 500 (0−0)          |
| ATP World Tour 250 (0−2)          |

| Títols per superfície |
| --------------------- |
| Dura (0−1)            |
| Gespa (0−1)           |
| Terra batuda (0−0)    |

| Resultat  | Núm. | Data                 | Torneig          | Superfície | Oponent       | Marcador       |
| --------- | ---- | -------------------- | ---------------- | ---------- | ------------- | -------------- |
| Finalista | 1.   | 21 de juliol de 2013 | Bogotà, Colòmbia | Dura       | Ivo Karlović  | 3−6, 6−7(4)    |
| Finalista | 2.   | 15 de juny de 2014   | Halle, Alemanya  | Gespa      | Roger Federer | 6−7(2), 6−7(3) |

### Dobles masculins: 1 (0−1)
| Llegenda                          |
| --------------------------------- |
| Grand Slams (0−0)                 |
| ATP Finals (0−0)                  |
| ATP World Tour Masters 1000 (0−0) |
| ATP World Tour 500 (0−0)          |
| ATP World Tour 250 (0−1)          |

| Títols per superfície |
| --------------------- |
| Dura (0−1)            |
| Gespa (0−0)           |
| Terra batuda (0−0)    |

| Resultat  | Núm. | Data                 | Torneig                | Superfície | Parella        | Oponents                | Marcador         |
| --------- | ---- | -------------------- | ---------------------- | ---------- | -------------- | ----------------------- | ---------------- |
| Finalista | 1.   | 13 de febrer de 2011 | San Jose, Estats Units | Dura       | Xavier Malisse | Scott Lipsky Rajeev Ram | 4−6, 6−4, [8−10] |

## Trajectòria

### Individual
| Open d'Austràlia | Q1  | A           | A           | Q2          | 2R   | A           | 3R          | 1R          | 3R    | 2R          | 2R          | 1R          | Q2  | 0 / 7     | 7 – 7     |
| Roland Garros | 2R  | Q1          | 2R          | 1R          | 2R   | Q1          | 2R          | 4R          | 1R    | 1R          | 1R          | 1R          | Q1  | 0 / 10    | 7 – 10    |
| Wimbledon | 2R  | Q3          | 2R          | 2R          | 1R   | 1R          | 1R          | 1R          | 3R    | 1R          | 1R          | 1R          | Q2  | 0 / 11    | 5 – 11    |
| US Open | Q2  | Q1          | 2R          | Q2          | Q1   | 1R          | 1R          | 2R          | 1R    | A           | 1R          | Q3          | A   | 0 / 6     | 2 – 6     |
| Jocs Olímpics | A   | No celebrat | No celebrat | No celebrat | A    | No celebrat | No celebrat | No celebrat | 1R    | No celebrat | No celebrat | No celebrat | A   | 0 / 1     | 0 – 1     |
| Total Victòries−Derrotes                                                                                                   | 5–7 | 2–2         | 2–2         | 14–17       | 8–11 | 3–9         | 14–20       | 10–16       | 14–25 | 15–22       | 10–17       | 7–13        | 1–1 | 114 – 169 | 114 – 169 |
| Rànquing a final d'any | 127 | 231         | 108         | 81          | 180  | 81          | 105         | 74          | 54    | 99          | 88          | 122         | 273 |           |           |
| Llegenda: G: Guanyador; F: Finalista; SF: Semifinalista; QF: Quarts de final; Q: Qualificació; A: Absent; RR: Round Robin; |     |             |             |             |      |             |             |             |       |             |             |             |     |           |           |

### Dobles masculins
| Open d'Austràlia | A   | 1R   | A   | 1R  | 1R  | A   | A   | 0 / 3   | 0 – 3   |
| Roland Garros | A   | 1R   | A   | 1R  | A   | 2R  | A   | 0 / 3   | 1 – 3   |
| Wimbledon | A   | 1R   | A   | A   | A   | 1R  | A   | 0 / 2   | 0 – 2   |
| US Open | A   | 1R   | A   | A   | A   | 1R  | A   | 0 / 2   | 0 – 2   |
| Total Victòries−Derrotes                                                                                                   | 1–1 | 0–10 | 4–3 | 2–8 | 3–4 | 2–6 | 1–2 | 17 – 41 | 17 – 41 |
| Rànquing a final d'any | 172 | 939  | 172 | 566 | 436 | 433 | 546 |         |         |
| Llegenda: G: Guanyador; F: Finalista; SF: Semifinalista; QF: Quarts de final; Q: Qualificació; A: Absent; RR: Round Robin; |     |      |     |     |     |     |     |         |         |